# Peribatodes abstersaria
Peribatodes abstersaria är en fjärilsart som beskrevs av Jean Baptiste Boisduval 1840. Peribatodes abstersaria ingår i släktet Peribatodes och familjen mätare. Inga underarter finns listade i Catalogue of Life.